# Pyeongchang
Pyeongchang (평창군, Pyeongchang-gun en coreà) és un comtat situat a la província de Gangwon, a Corea del Sud. Té una superfície de 1.463,45 km² i una població de 48.746 habitants (2000).
Pyeongchang es va postular per a ser seu dels Jocs Olímpics d'Hivern de 2010, sent derrotada per 53 vots davant 56 de Vancouver (Canadà) en la ronda final de l'elecció de la seu dels Jocs Olímpics. Posteriorment, es va postular novament per als Jocs Olímpics d'Hivern de 2014, essent derrotada per Sotxi (Rússia).
El 6 de juliol de 2011, en el seu tercer intent, va ser elegida per ser seu dels Jocs Olímpics d'Hivern de 2018 durant la 123a sessió del COI, celebrada a Durban, Sud-àfrica, després d'obtenir 63 vots, davant els 25 de la candidatura de Múnic (Alemanya), i 7 de la d'Annecy (França).